# مارجريت هايمان
مارغريت هايمان أو مارجريت رايلي كران (بالإنجليزية: Margaret Hayman)‏ (1923-26 يوليو 1994) كانت معلمة رياضيات بريطانية شاركت في تأسيس أولمبياد الرياضيات البريطاني، وكتبت كتبًا عن الرياضيات، وأصبحت رئيسة لجمعية الرياضيات.

## حياتها
ولدت مارجريت رايلي كران في 7 أغسطس 1923 في شمال يوركشاير، حيث كان والدها توماس كران كيميائيًا باحثًا وكانت والدتها معلمة، ونشأت تابعة لجمعية الأصدقاء الدينية.
بعد دراستها في مدرسة ميل ماونت في يورك، درست الرياضيات ثم الجغرافيا في كلية نيونهام، كامبريدج، وحصلت على درجة الماجستير من جامعة كامبريدج،من عام 1941 وانتهت منه في عام 1944. وأصبحت عاملة اجتماعية في برمنغهام لمدة قبل عام أن تتولي منصب مدرس الرياضيات في مدرسة بوتني الثانوية، وهي مدرسة للبنات في لندن حيث أصبحت في النهاية مديرة قسم الرياضيات.
في عام 1947، تزوجت من عالم الرياضيات والتر هايمان. وكتب والتر أنهما التقيا في جمعية الأصدقاء الدينية في كامبريدج، في سنتها الأولى والثالثة في كامبريدج . وبالإضافة إلى اهتماماتها المهنية، كانت أيضًا عازفة كمان هاوية.
تقاعدت من مدرسة بوتني الثانوية عام 1985، وعادت مع زوجها إلى يوركشاير.
توفيت في 26 يوليو 1994.

## إسهامات
في عام 1966، أسست مارجريت وزوجها أولمبياد الرياضيات البريطاني، حيث قامت بدور نشط في اجتماعات مؤيدي المسابقة، وساعدت في التفاوض على دور الأولمبياد البريطاني في الأولمبياد الدولي للرياضيات، وقاتلت من أجل تمويل المسابقة.
قامت بتدريس فصول الماجستير في تدريس الرياضيات للمؤسسة الملكية، وأصبحت مؤلفة الكتب المدرسية في الرياضيات، [1] بما في ذلك:
- Multiple Choice Modern Mathematics (Nelson, 1969)[7]
- Essential Mathematics (Macmillan 1971)[8][9]

وأصبحت مارجريت رئيسة لجمعية الرياضيات للفترة من عام 1974-1975، وعضوًا في مجلس معهد الرياضيات وتطبيقاتها. وكانتنت فلسفتها كرئيسة لجمعية الرياضيات الحفاظ على مرونة منهج الرياضيات بما يكفي لضمان حصول جميع الطلاب على تعليم رياضي يناسب احتياجاتهم الفردية.